# Thorvaldsens Museum

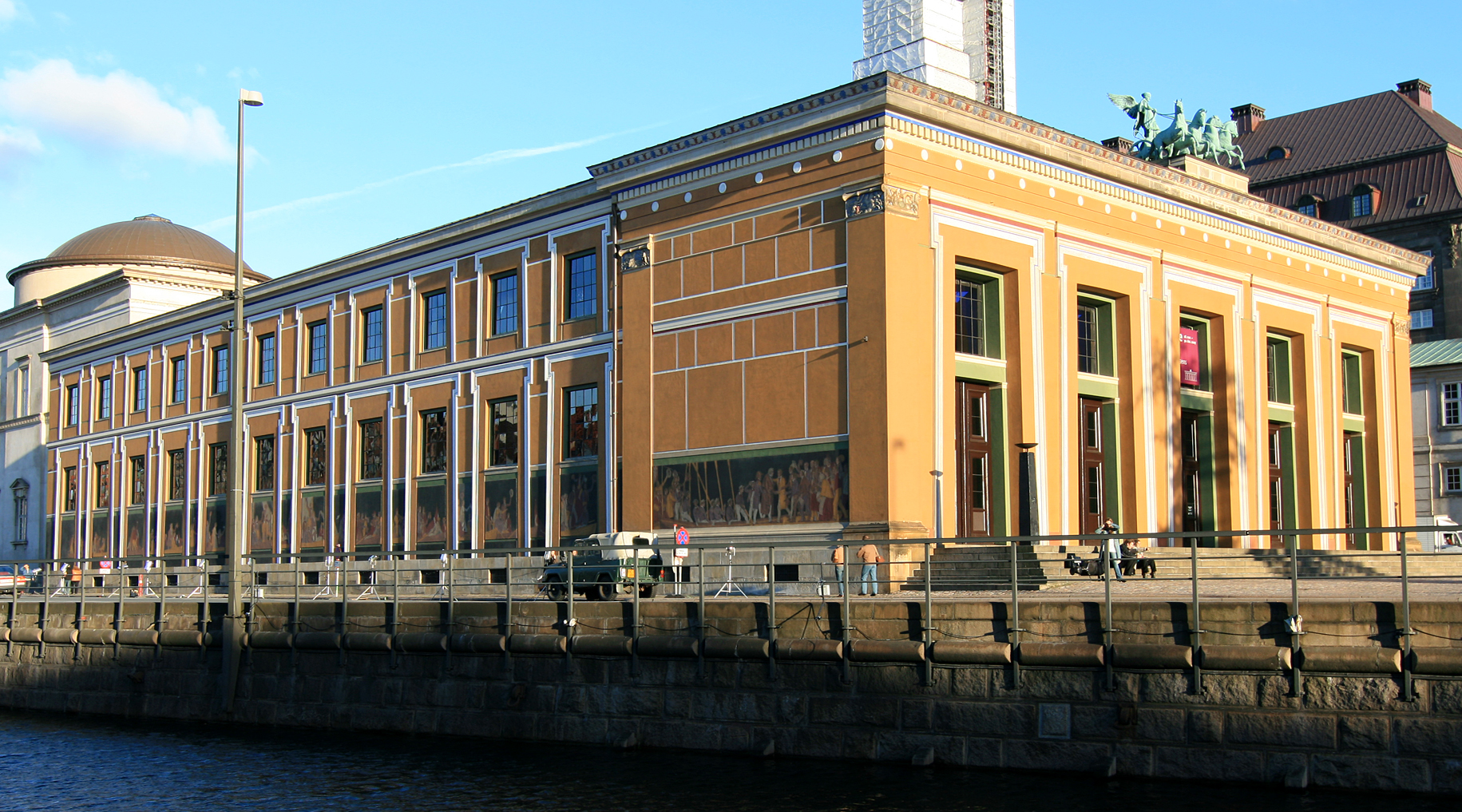
Thorvaldsens Museum

Thorvaldsens Museum is een aan de Deense beeldhouwer Bertel Thorvaldsen (1770-1844) gewijd museum in de Deense hoofdstad Kopenhagen.

## Museum
Het museum is het oudste van Denemarken en is gelegen op het eiland Slotsholmen naast het parlementsgebouw Christiansborg. Het werd van 1839 tot 1848 gebouwd, nadat de beeldhouwer in 1838 uit Rome was teruggekeerd. Het ontwerp is van de Deense architect Michael Gottlieb Bindesbøll.

## Collectie
Het museum toont naast de collectie modellen en tekeningen van vrijwel alle beelden, beeldengroepen en reliëfs, ook de privé-verzameling van de kunstenaar. Daartoe behoren schilderijen van tijdgenoten, alsmede een grote collectie Griekse, Romeinse en Egyptische antiquiteiten, boeken, munten en diverse anderen objecten.
Op de binnenplaats van het museum bevindt zich het eenvoudige, onopgesmukte graf van de beeldhouwer.

## Galerij

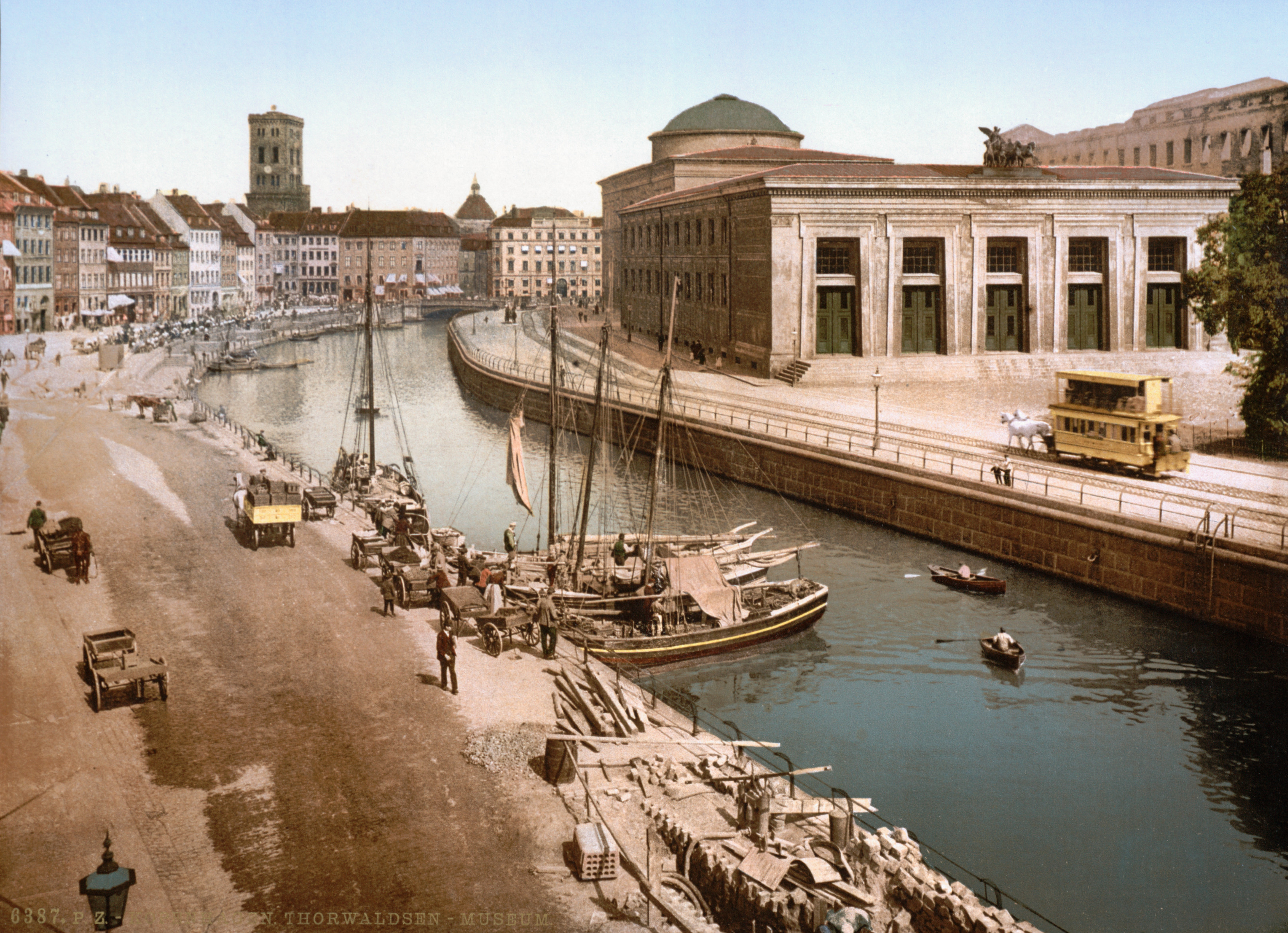
Het museum (ca. 1890-1900)
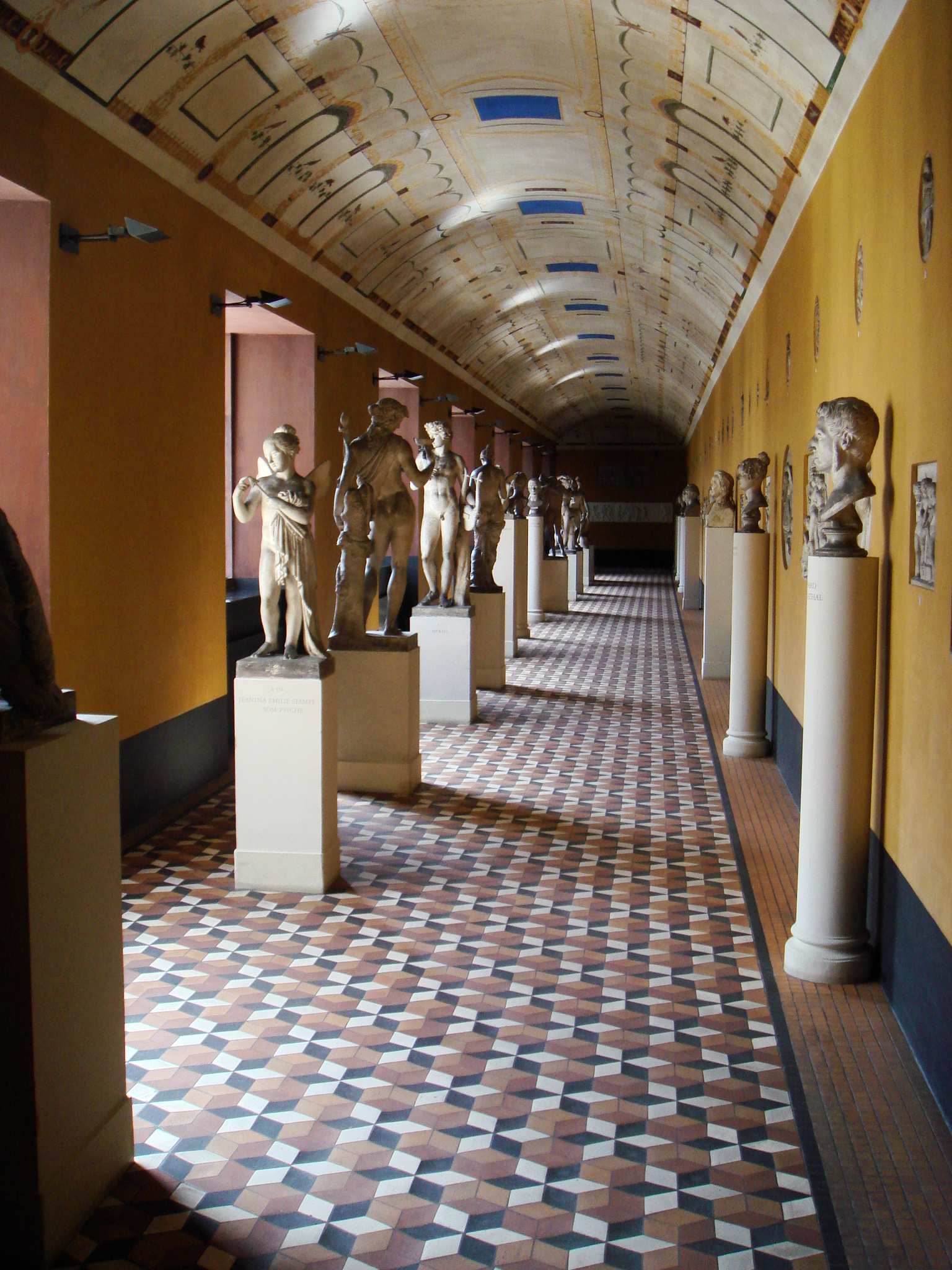
Beeldengalerij
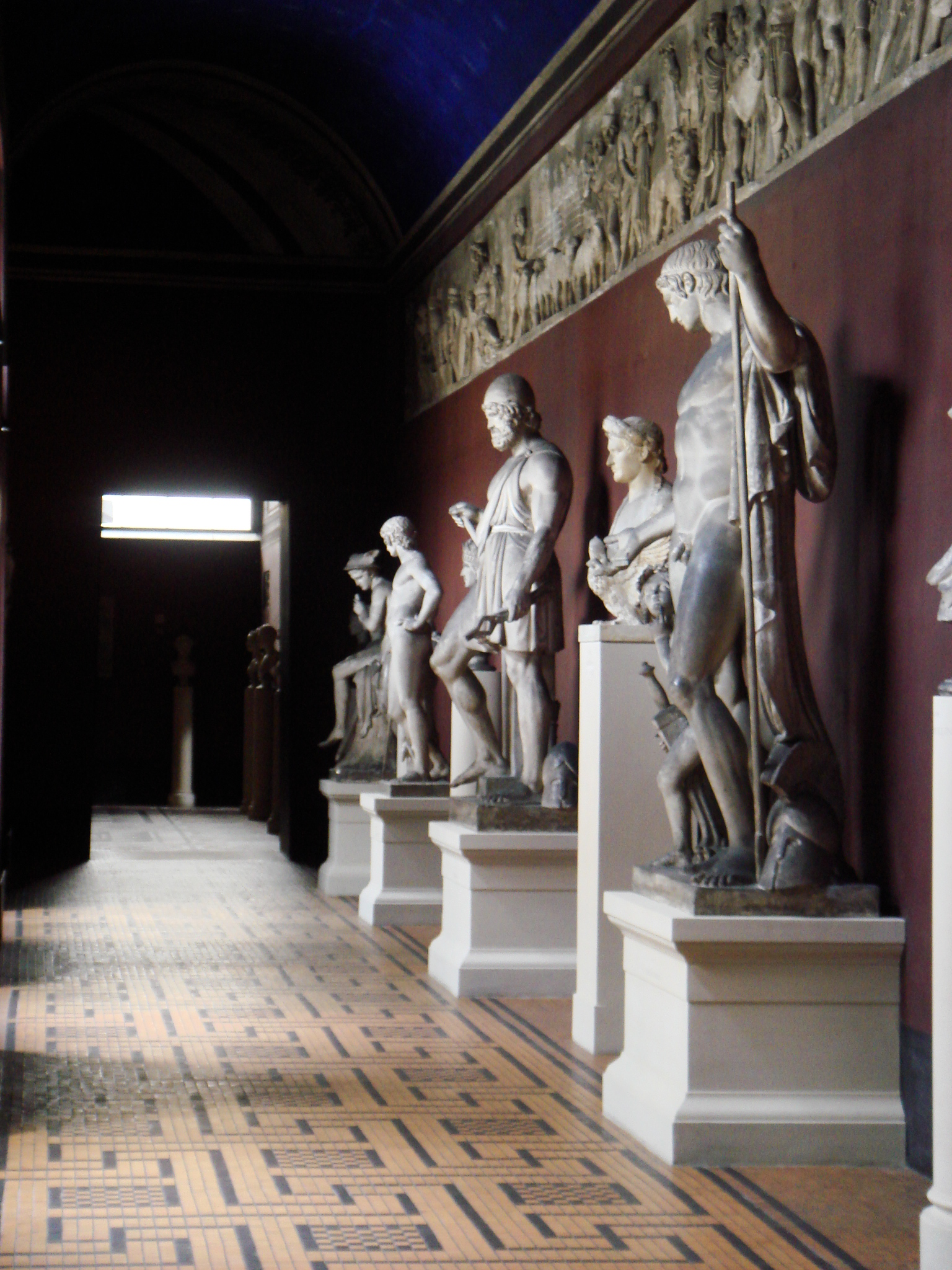
Enkele modellen
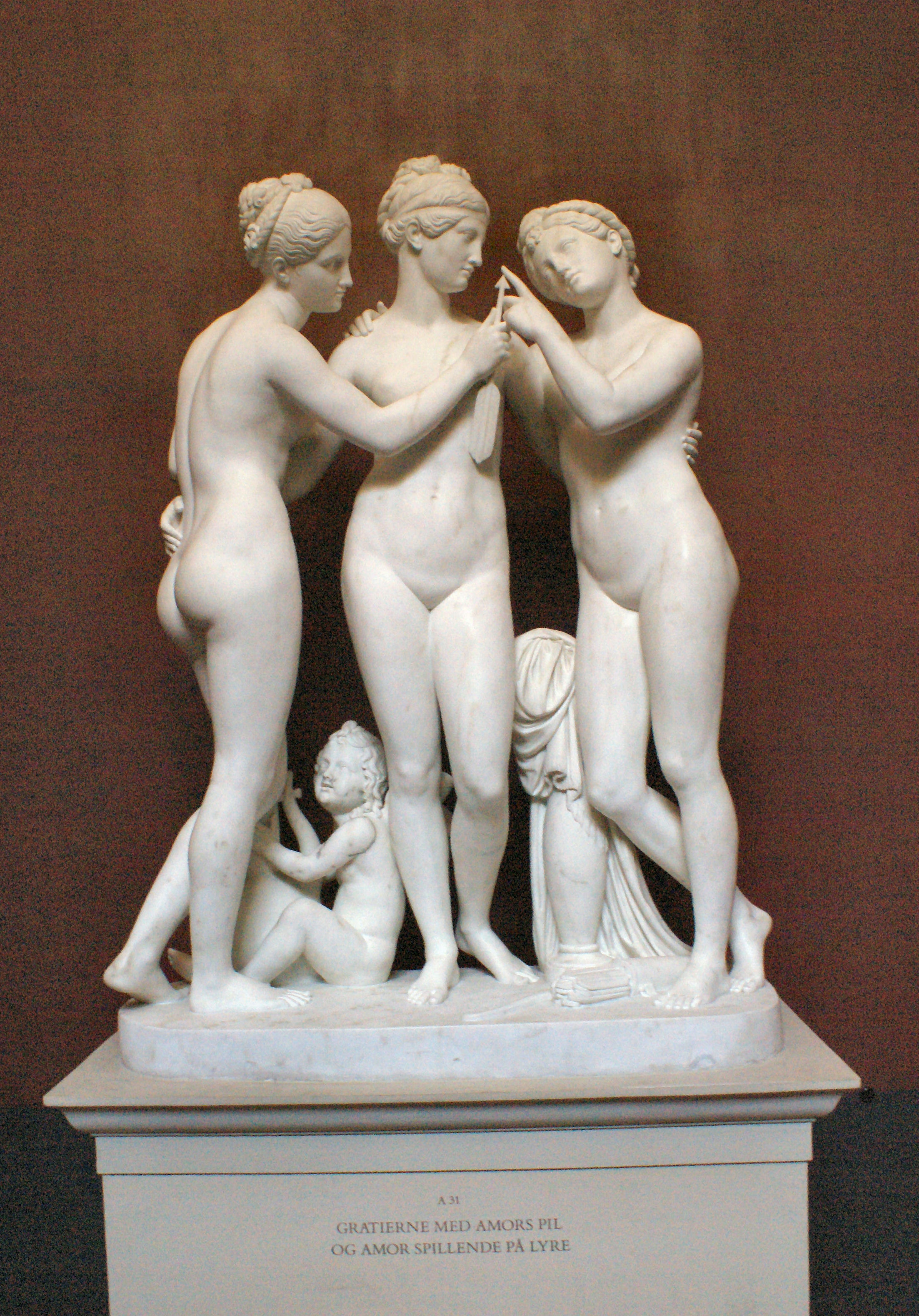
De drie Gratiën en Amor
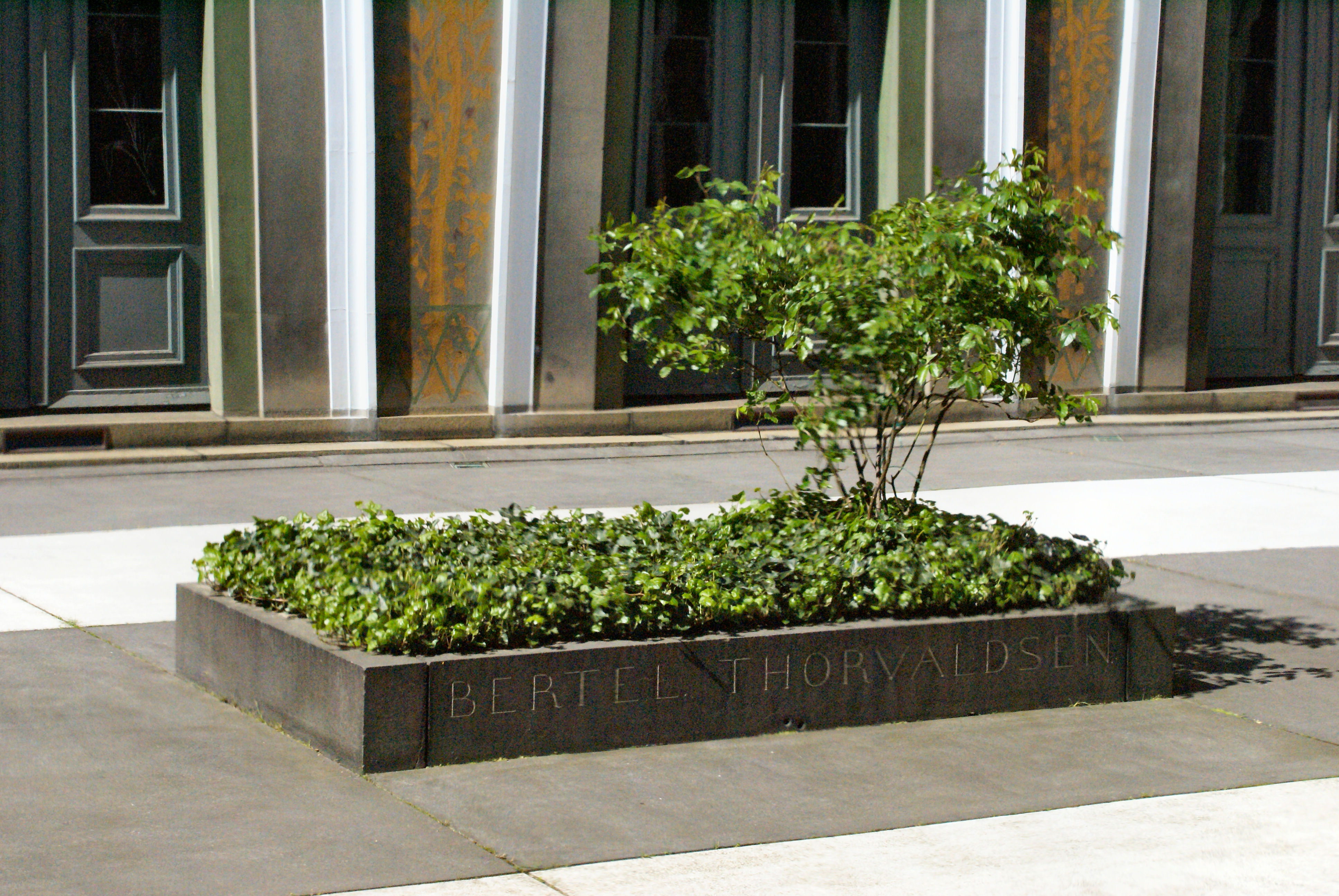
Het graf van Thorvaldsen op de binnenplaats